# De laatste oever
De laatste oever (Engels: On the Beach) is een post-apocalyptische roman van de Engelse schrijver Nevil Shute. Het boek verscheen in 1957 en is een van de bekendste boeken van Shute.
De laatste oever beschrijft de laatste maanden van het menselijk bestaan op aarde; een kernoorlog  heeft op het noordelijk halfrond al het leven vernietigd en de dodelijke radioactieve straling trekt langzaam over het zuidelijk halfrond. Het verhaal speelt zich grotendeels af in Australië, in en om de stad Melbourne, en volgt een aantal personen die elk op hun eigen manier omgaan met de wetenschap dat ze nog maar enkele maanden te leven hebben.
Het boek is twee keer verfilmd (in 1959 en 2000), en in 2008 als hoorspel uitgezonden door de BBC-radio.

## Ontstaan
Een eerste versie van het verhaal werd in april 1957 gepubliceerd als een vierdelig feuilleton, The Last Days on Earth, in het Londense weekblad Sunday Graphic. Voor de roman breidde Shute de verhaallijn uit. De titel verwijst naar een uitdrukking in de Britse marine: on the beach betekent niet meer in actieve dienst. Het is ook een verwijzing naar het gedicht The Hollow Men van T.S. Eliot:

In this last of meeting places
We grope together
And avoid speech
Gathered on this beach of the tumid river…
This is the way the world ends
This is the way the world ends
This is the way the world ends
Not with a bang but a whimper

## Verhaal
Het verhaal speelt zich af gedurende de eerste negen maanden van 1963, enkele jaren na een kernoorlog. De plaats van handeling is Australië, in en om de stad Melbourne, en aan boord van de onderzeeër Scorpion tijdens een reis van Melbourne naar Seattle.
Hoofdpersonen zijn de Amerikaanse marine-officier Dwight Towers, de Australische marine-officier Peter Holmes en zijn vrouw Mary,  Mary's vriendin Moira Davidson en de wetenschapper John Osborne, een familielid van Moira. Towers is weduwnaar; zijn vrouw en kinderen zijn tijdens de kernoorlog omgekomen terwijl hij op zee was. Hij is drieëndertig, de anderen zijn in de twintig.
Als het verhaal begint leven er alleen nog mensen in Australië, Nieuw-Zeeland, en de zuidelijkste delen van Afrika en Zuid-Amerika. Een reeks aanvallen met kernwapens en de daaropvolgende nucleaire fall-out heeft het noordelijk halfrond onbewoonbaar gemaakt en al het menselijk leven daar vernietigd. Dodelijke straling trekt langzaam naar het zuiden en zal ook op het zuidelijk halfrond onherroepelijk menselijk leven onmogelijk maken. De regering zal zelfdodingspillen en -injecties beschikbaar maken als mensen ziek beginnen te worden door de toenemende straling.  
De roman volgt hoe de hoofdpersonen invulling geven aan de laatste maanden van hun leven.
Vanuit de Amerikaanse stad Seattle worden er van tijd tot tijd onbegrijpelijke radiotelegrafische morse-signalen ontvangen. Dit zou kunnen betekenen dat er toch overleven mogelijk is, misschien omdat de straling sneller afneemt dan tot nu toe gedacht. Door een tekort aan fossiele brandstof is alleen de laatste Amerikaanse kernonderzeeër, USS Scorpion, in staat de reis naar Seattle te maken om daar onderzoek te doen naar de herkomst van de morse-signalen. Dwight Towers, de commandant van de Scorpion, heeft na de kernoorlog met zijn schip toevlucht gezocht in een Australische haven en is nu in Melbourne.
Met de Australische verbindingsofficier Peter Holmes en de wetenschapper John Osborne aan boord steekt de Scorpion de Grote Oceaan over. In Seattle blijkt dat de morse-signalen veroorzaakt worden door een opengewaaid raam, dat af en toe tegen een telegraaftoets slaat. De radiozender was nog steeds in de lucht omdat het gebouw elektriciteit kreeg uit een waterkrachtcentrale. Zowel in Seattle, als in de andere plaatsen die de Scorpion onderweg aandoet (onder andere San Francisco en Pearl Harbor) zijn er geen tekenen van overlevenden. Een van de matrozen zwemt naar de wal als ze in de buurt van zijn woonplaats zijn. De Scorpion keert zonder hem terug naar Australië.
Rode draad in het verhaal is de relatie tussen Moira Davidson en Dwight Towers, en de manier waarop zij de laatste maanden van de mensheid beleven. Moira Davidson had zich aanvankelijk in feest en drank gestort om het leven dragelijk te maken. Onder invloed van de gedisciplineerde Towers, op wie ze verliefd wordt, herpakt ze zich en begint ze zelfs aan een opleiding. Omdat hij zelf ook snel zal sterven heeft Dwight Towers besloten om domweg niet onder ogen te zien dat zijn vrouw en kinderen niet meer leven. Hij besteedt een deel van zijn tijd in Melbourne aan het zoeken naar cadeautjes om hen te geven als hij straks 'weer thuiskomt'. Hij voelt zich aangetrokken tot Moira maar wil zijn vrouw in de laatste maanden niet ontrouw zijn.
Een tweede verhaallijn volgt Peter en Mary Holmes, die vooral druk bezig zijn met de aanleg van hun tuin. Mary verdringt de werkelijkheid van het naderende einde en gaat op in de zorg voor hun baby. Vlak voor Peter met de Scorpion naar Seattle vertrekt, probeert hij Mary uit te leggen dat zij euthanasie zal moeten plegen op hun dochtertje, en een einde maken aan haar eigen leven, als de straling Melbourne bereikt voor hij terug is. Mary wordt woedend en beschuldigt hem van een moordcomplot: hij zou haar en het kind kwijt willen om met een andere vrouw te kunnen trouwen. Moira helpt haar later de situatie te accepteren.
Kort na terugkeer van de Scorpion in Melbourne zijn er in Zuid-Australië de eerste gevallen van stralingsziekte. De regering begint de zelfdodingsmiddelen beschikbaar te stellen. Het is nu nog maar een kwestie van weken totdat ook in Melbourne geen menselijk leven meer mogelijk zal zijn.
John Osborne heeft een raceauto gekocht en zet alles op alles om mee te kunnen doen aan de laatste grand-prix ooit. Hij weet die uiteindelijk te winnen. Dwight Towers wil graag nog een keer op forel vissen, en Moira krijgt het voor elkaar dat het visseizoen eerder dan normaal wordt geopend. Als zij na een weekendje vissen terugkeren in Melbourne heeft de straling de stad bereikt en worden er mensen ziek.
Het laatste hoofdstuk beschrijft hoe de hoofdrolspelers hun leven beëindigen. Osborne neemt zijn zelfdodingspil in terwijl hij in de garage achter het stuur van zijn geliefde raceauto zit. Mary Holmes wordt al snel erg ziek door de straling. Peter, die zelf nog geen klachten heeft, besluit om toch tegelijk met haar te sterven. Hij geeft hun dochtertje de dodelijke injectie, en Mary en hij nemen samen hun pillen in. Towers en zijn bemanning gaan de Scorpion buitengaats tot zinken brengen, conform de richtlijnen van de Amerikaanse marine om een schip nooit onbeheerd in vreemde wateren achter te laten. Ze zullen met het schip ten onder gaan. Moira Davidson parkeert haar auto op een heuvel aan de kust en slikt haar pil terwijl ze toekijkt hoe de Scorpion zee kiest. In haar gedachten sterft ze tegelijk met Towers.

## Bewerkingen
De roman is een aantal keren bewerkt:
- On the Beach uit 1959 is een speelfilm met Gregory Peck als Dwight Towers, Ava Gardner als Moira Davidson en Fred Astaire als Peter Osborne.
- On the Beach uit 2000 is een tv-film met Armand Assante, Rachel Ward en Bryan Brown in deze rollen. Het verhaal speelt zich in deze film af aan het eind van de 20e eeuw.
- On the Beach, een radiobewerking van de BBC uit november 2008.